# Illa de Vera Cruz
L'illa de Vera Cruz, també citada com Terra de Vera Cruz o Terra de Santa Cruz, és el primer nom donat pels descobridors portuguesos al Nou Món, segons s'extreu de la carta escrita per Pero Vaz de Caminha al rei Manuel I de Portugal.

## Història
Pedro Álvares Cabral era el capità d'una expedició naval portuguesa amb destí a Calcuta, que va salpar de Lisboa el 9 de març de 1500 i que resultaria en l'arribada lusa a Amèrica. Pero Vaz de Caminha era l'escriba que acompanyava la comitiva i va escriure la cèlebre narració dels fets.
Segons el text, el dia 21 d'abril els mariners van anunciar que estaven pròxims a tocar terra, doncs al mar hi surava vegetació arrossegada per les marees des de la costa. La tarda següent, dimecres 22 d'abril, se sent el crit de "Terra a la vista!", en albirar una muntanya que fou batejada Monte Pascoal, doncs el diumenge anterior havia estat Diumenge de Pasqua:
| « | Neste mesmo dia, a horas de véspera, houvemos vista de terra! A saber, primeiramente de um grande monte, muito alto e redondo; e de outras serras mais baixas ao sul dele; e de terra chã, com grandes arvoredos; ao qual monte alto o capitão pôs o nome de O Monte Pascoal (monte da Páscoa) e à terra A Terra de Vera Cruz! | Aquest mateix dia, en hores vespertines, vam tenir vista de terra! Al saber, primerament d'una gran muntanya, alt i rodona, i d'altres serralades més baixes al sud d'aquesta; i de terra plana, amb grans arbrades; a la muntanya alta el capità va posar-li el nom de Monte Pascoal i a la terra, la Terra de Vera Cruz! | » |

Vaz de Caminha narra després el desembarcament a Porto Seguro i la trobada amb els nadius; així com els paisatges, flora i fauna d'aquella nova terra. Conclou la carta l'1 de maig, on s'acomiada:
| « | Deste Porto Seguro, da Vossa Ilha de Vera Cruz, hoje, sexta-feira, primeiro dia de maio de 1500 | D'aquest Porto Seguro, de la vostra Illa de Vera Cruz, avui, divendres, primer dia de maig de 1500 | » |

## Altres topònims
El nom d'Illa de Vera Cruz va caure aviat en desús, quan els exploradors van confirmar que aquelles terres pertanyien a un continent, passant a ser Terra de Vera Cruz. Aquest nom (creu verdadera o Veracreu) fa referència a les presumptes relíquies que transportaven Álvares Cabral al vaixell. Un document enviat pel monarca a Fernão de Noronha, l'any 1504, se'n refereix com la Terra de Santa Creu.
Els portuguesos es limitaren, durant tres dècades, a patrullar la costa i a aixecar-hi petits assentaments des d'on extreure i exportar una preuada fusta, anomenada pal brasil pel seu color vermellós (com de brasa), cap a la metròpoli. D'aquest arbre va sorgir un nou nom per a les noves possessions de l'imperi: Terra do Pau-Brasil -amb el temps, Brasil.

## El primer descobriment del Brasil
El 22 d'abril de 1500 és commemorat al Brasil com la data del descobriment, però el cert és que els primers europeus en trepitjar terra brasilera van ser els castellans Vicente Yáñez Pinzón (gener de 1500, al Cap de Santo Agostinho) i Diego de Lepe (febrer), si bé les seves expedicions no van romandre en el territori. Segons el repartiment acordat al Tractat de Tordesillas (1494), aquelles terres havien de pertànyer a la corona portuguesa. Amb tot, la visita va redundar en magnífics documents cartogràfics, com el mapa de Juan de la Cosa.